# Alain Tedgui
Alain Tedgui, né le 4 juin 1953 à Oran, est un biologiste français.

## Biographie
Alain Tedgui est un spécialiste de la biologie des parois des vaisseaux vasculaires et de la formation des plaques d'athérome, à l'origine des infarctus du myocarde et des AVC.

## Récompenses
- - Prix Jean-Paul Binet de la Fondation pour la recherche médicale (1996).
- - Prix Danièle Hermann 2008 de la Fondation Recherches cardiovasculaire - Institut de France.
- - Special Recognition Award in Arteriosclerosis - ATVB Council - American Heart Association (2010).
- - Prix Lamonica de cardiologie de l’Académie des sciences – Institut de France (2012).
- - Grand Prix de la Fondation pour la recherche médicale (2013)
- - Prix Docteur Lucie-Fradiss et Olga-Fradiss, Société française de cardiologie (2014)
- - Grand Prix de l'INSERM 2018[1]